# Црква Успења Пресвете Богородице у Ораховцу
Црква Успења Пресвете Богородице у Ораховцу, на Косову и Метохији је православна црква која припада Епархији рашко-призренској Српске православне цркве.

## Прошлост цркве
Црква у Ораховцу посвећена Пресветој Богородици, подигнута је 1859. године на темељима старијег храма, док по запису постављеном изнад портала, наводи се 1909. година, могуће је реч о години када је изведена обнова храма.

## Положај и архитектура цркве
Црква је изграђена у средишту насеља, у којем је већинско становништво преостали Срби после уласка КФОР-а. Налази се на падини брда, изнад оближњег раскршћа са четири улична правца, а испред ње налази се трг. Од улице је ограђена каменим подзидом са оградом. До порте воде два улаза са приступним степеништем.
Црква је грађена у основи као тробродна грађевина са осмоугаоном апсидом са спољне стране и полукружном са унутрашње. Под цркве је од камених плоча већих димензија. Осмоугаона апсида и зидови брода цркве грађени су од камених квадера различитих димензија, са наглашеним порталом и звоником. Полукружним каменим надвратником и масивним каменим довратницима изграђен је портал на јужном зиду. Изнад јужног портала споља уграђен је камен са уклесаном 1871. годином и плоча са три фигуре и једном птицом у рељефу. На прозору северног зида уклесана је 1842. година, као и на аспидалним колонетама видљиви су урези са годинама.
С обзиром на време настанка цркве иконостас припада нешто монументалнијем типу. Иконостасна преграда није грађена и постављена у равној линији, већ је на средини олтарског простора повучена према апсиди за дебљину стубова.

## Мартовски погром 2004.
Албанци су цркву запалили са старим и новим парохијским домом 17. марта 2004. године. Напади и провокације су настављене до данас.